# Procés d'arrencada de Windows NT
El procés d'arrencada de Windows NT és el procés executat per iniciar Windows NT. El procés s'ha canviat entre versions, i els canvis més importants s'han fet amb Windows Vista. En versions anteriors a Vista, el procés d'arrencada comença quan la BIOS carrega el carregador d'arrencada de Windows NT, NTLDR. A partir de Vista, el procés d'arrencada comença amb la BIOS o la UEFI carregant el Gestor d'arrencada de Windows, que substitueix NTLDR com a carregador d'arrencada. A continuació, el carregador d'arrencada inicia el nucli, que inicia el gestor de sessions, que inicia el procés d'inici de sessió. Un cop l'usuari ha iniciat sessió, s'inicia l'Explorador de fitxers, la interfície gràfica d'usuari utilitzada per Windows NT.

## Història
Windows Vista presenta una revisió completa de l'arquitectura del carregador del sistema operatiu Windows. La referència més antiga coneguda a aquesta arquitectura revisada s'inclou a les diapositives de PowerPoint distribuïdes per Microsoft durant la Windows Hardware Engineering Conference de 2004, quan el sistema operatiu va rebre el nom en clau "Longhorn". Aquesta documentació esmenta que el carregador del sistema operatiu Windows estaria sotmès a una reestructuració important per tal de donar suport a EFI i per "fer una revisió important del codi heretat". La nova arquitectura d'arrencada substitueix completament l'arquitectura NTLDR utilitzada en versions anteriors de Windows NT.

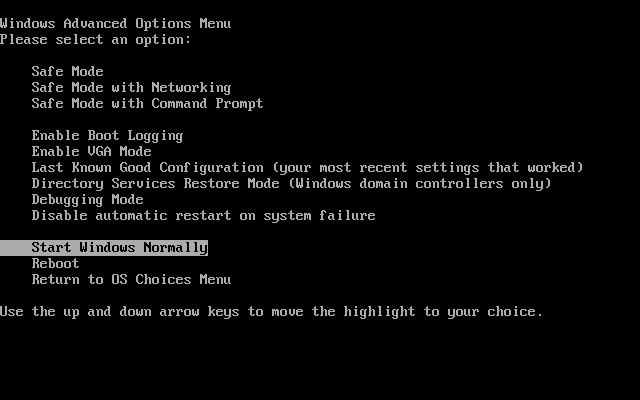
Menú d'opcions avançades del carregador d'arrencada NTLDR.

La majoria dels passos que segueixen la càrrega del nucli NT, inclosa la inicialització del nucli i la inicialització de l'espai d'usuari, es mantenen iguals que en els sistemes NT anteriors. La refactorització a Winlogon va fer que GINA fos completament substituïda per proveïdors de credencials i components gràfics a Windows Vista i posteriors.

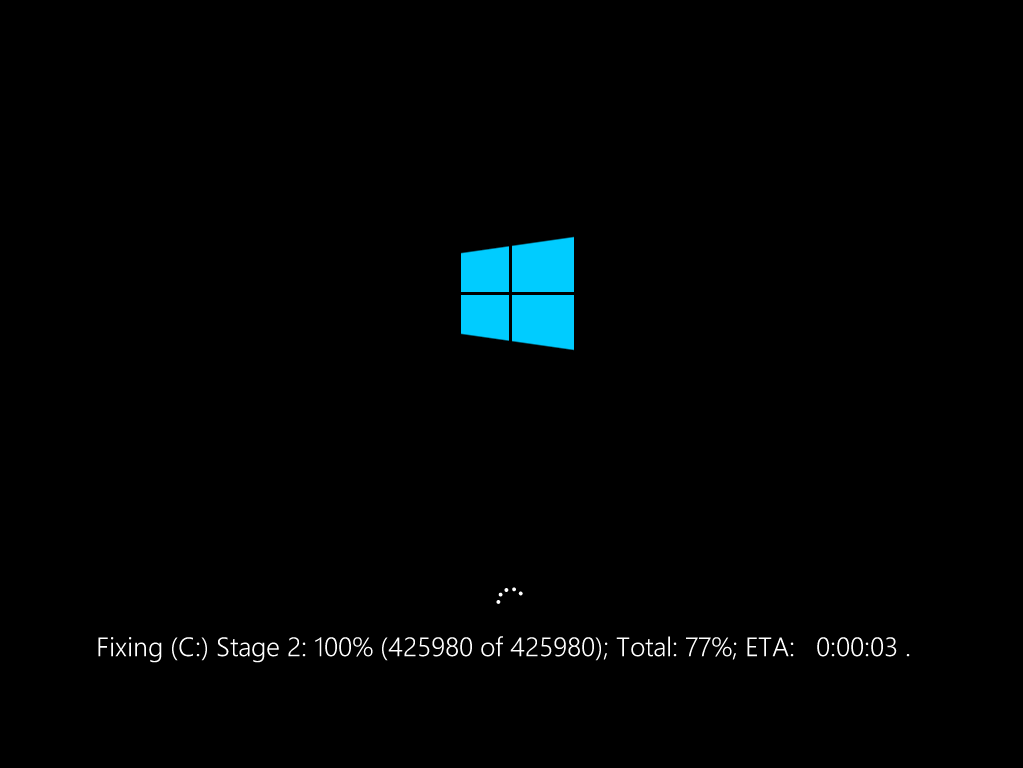
autochk que s'executa a Windows 10.

## BIOS/UEFI
En sistemes amb BIOS, la BIOS invoca el codi d'arrencada MBR des d'una unitat de disc dur a l'inici. El codi d'arrencada MBR i el codi d'arrencada VBR són específics del sistema operatiu. A Microsoft Windows, el codi d'arrencada MBR intenta trobar una partició activa (l'MBR només té 512 bytes), després executa el codi d'arrencada VBR d'una partició activa. El codi d'arrencada VBR intenta trobar i executar NTLDR per a Windows XP, Windows Server 2003 i anteriors, o el Gestor d'arrencada de Windows per a Windows Vista i posteriors, des d'una partició activa.
En sistemes amb UEFI, l'UEFI invoca bootmgfw.efi des d'una partició del sistema EFI a l'inici, iniciant el Gestor d'arrencada de Windows.

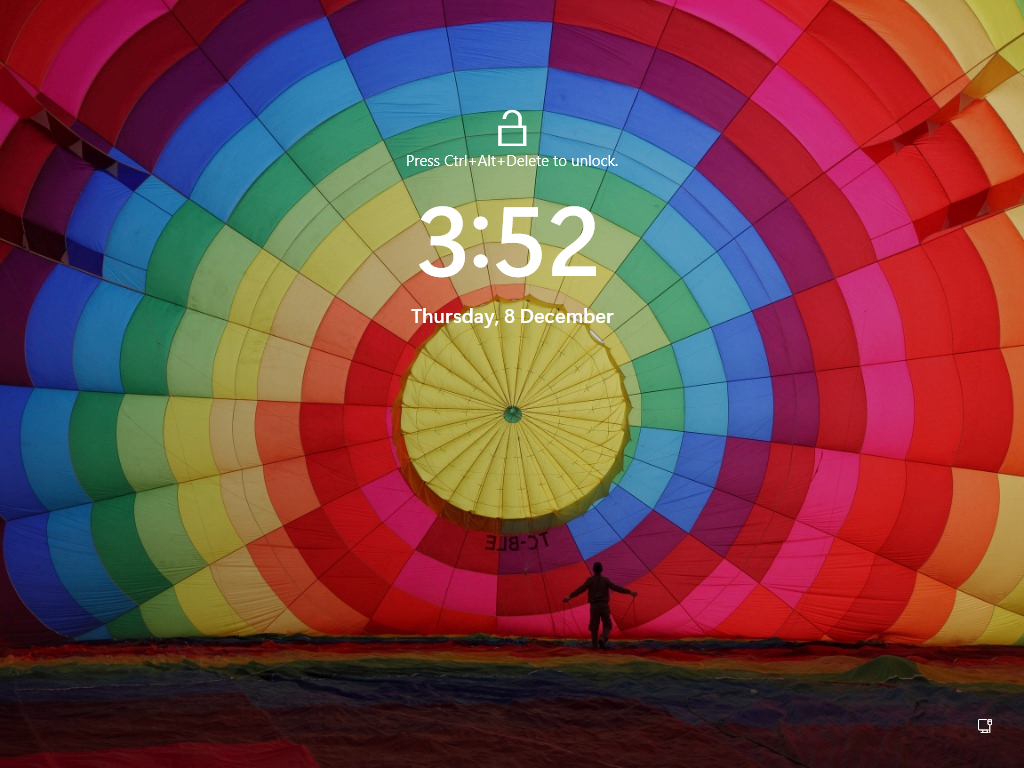
Pantalla de bloqueig de Windows 11, que requereix que l'usuari premeu Control-Alt-Suprimir.

## Fase del carregador d'arrencada
El procés d'inici de Windows NT s'inicia quan l'ordinador troba un carregador d'arrencada de Windows, una part del sistema operatiu Windows responsable de trobar Microsoft Windows i iniciar-lo. Abans de Windows Vista, el carregador d'arrencada era NTLDR. Microsoft també ha llançat sistemes operatius per als processadors Intel Itanium que utilitzen l'arquitectura IA-64. El carregador d'arrencada d'aquestes edicions de Windows és IA64ldr.efi (més tard anomenat simplement IA64ldr). És un programa Extensible Firmware Interface (EFI). Windows Vista i posteriors utilitzeu el Gestor d'arrencada de Windows (bootmgr).

### Selecció del sistema operatiu
El carregador d'arrencada, un cop executat, cerca sistemes operatius Windows. El Gestor d'arrencada de Windows ho fa llegint les dades de configuració d'arrencada (BCD), una base de dades complexa independent del microprogramari per a les dades de configuració de l'inici. El seu predecessor, NTLDR, ho fa llegint el boot.ini més senzill. Si falta el fitxer boot.ini, el carregador d'arrencada intentarà localitzar informació del directori d'instal·lació estàndard. Per a les màquines Windows NT i 2000, intentarà arrencar des de C:\WINNT. Per a màquines amb Windows XP, 2003 i posteriors, arrencarà des de C:\WINDOWS.

### Carregant el nucli de Windows NT
El sistema operatiu s'inicia quan es carreguen a la memòria determinats controladors bàsics marcats com a "Arrencada". El controlador del sistema de fitxers adequat per al tipus de partició (NTFS, FAT o FAT32) on resideix la instal·lació de Windows es troba entre ells. En aquest punt del procés d'arrencada, el carregador d'arrencada esborra la pantalla i mostra una barra de progrés textual (que sovint no es veu a causa de la velocitat d'inicialització); Windows 2000 també mostra el text "Iniciant Windows..." a sota.

## Fase del nucli
La inicialització del subsistema del nucli i dels subsistemes Windows Executive es fa en dues fases.
Durant la primera fase, es creen estructures bàsiques de memòria interna i s'inicialitza el controlador d'interrupció de cada CPU. El gestor de memòria s'inicializa, creant àrees per a la memòria cau del sistema de fitxers, agrupacions de memòria paginada i no paginada. El Gestor d'Objectes s'inicialitza, i crea el testimoni de seguretat inicial per assignar-lo al primer procés del sistema i al Gestor de processos mateix. El procés inactiu del sistema i el procés del sistema es creen en aquest punt.